# (37209) 2000 WA108
2000 WA108 (asteroide 37209) é um asteroide da cintura principal. Possui uma excentricidade de 0.04680390 e uma inclinação de 4.51988º.
Este asteroide foi descoberto no dia 20 de novembro de 2000 por LINEAR em Socorro.